# Sveta Trojica v Slovenskih goricah
Sveta Trojica v Slovenskih goricah este o localitate din comuna Sveta Trojica v Slovenskih goricah, Slovenia, cu o populație de 465 de locuitori.